# キスだって左利き
「キスだって左利き」（キスだってひだりきき）は、日本の女性アイドルグループ・SKE48の楽曲。作詞は秋元康、作曲は川島有真が担当した。2012年9月19日に、SKE48の10作目のシングルとしてavex traxから発売された。楽曲のセンターポジションは松井珠理奈が務めた。

## 背景とリリース
前作「アイシテラブル!」から4か月ぶりのシングル。TYPE-A、TYPE-B、TYPE-C、劇場盤の4形態でリリースされた。AKB48グループとしては初めて、アルバム（この日のチャイムを忘れない）との同日発売となった。
「キスだって左利き」を歌う選抜メンバーは、前作から3人が入れ替わった。菅なな子・松村香織は初選抜入り。中西優香は「1!2!3!4! ヨロシク!」以来約1年10か月ぶりの選抜復帰。前作選抜だった、石田安奈・金子栞・松本梨奈が選抜から外れた。なお、菅以外のメンバーは「AKB48 27thシングル選抜総選挙」のランクインメンバー15人となった。なお、今作品でも、2作品連続してカップリング曲を含め、タイアップは付いていない。
カップリング曲のユニット名義は前作と同じ「白組」「紅組」に加えて、SKE48の1期生11人のユニットが「神々の領域」を歌っている。また、発売前に卒業を発表していた平田璃香子と2012年8月24日にAKB48との兼任を開始した北原里英を除いて、この3つのカップリング曲あるいは表題曲「キスだって左利き」に入っていないメンバーで「公演頑張った組」が結成され、「あっという間の少女」を歌っている。これにより、全員歌唱曲はないが、前述の2人を除くSKE48の全てのメンバーがいずれかの楽曲に参加している。前作まであった「セレクション8」はなくなったが、同時発売のアルバムには収録されている。
本曲は2012年8月12日、パシフィコ横浜の『アイシテラブル!』全国握手会で初披露され、テレビでは同年9月16日の『MUSIC JAPAN』（NHK総合）で初披露された。また、2013年2月4日に放送された『SMAP×SMAP』（関西テレビ・フジテレビ）ではSMAPとのスペシャルメドレーとして披露された。
キャッチコピーは「キスの仕方、教えてください」。
CDの封入特典として、初回生産分にはリクエストアワーセットリスト2012投票券と全国握手会参加引換券が各1枚と、全16種類あるオリジナルトレーディングカードのうち1枚が付いた。

## 音楽性と批評
左利きの彼に恋する女の子の「乙女心」を描いた歌で、「CDジャーナル」によれば典型的なアイドル・ポップである。イントロからサビに入る構成で、全般的に「胸のときめきを表現するかのような」速いテンポになっていて、シンセサイザーによるアレンジもなされている。

## アートワーク
| TYPE-A 表 | 小木曽汐莉・古川愛李・松井珠理奈・松村香織・矢神久美           |
| TYPE-A 裏 | 「白組」メンバー16人                                           |
| TYPE-B 表 | 大矢真那・木本花音・菅なな子・秦佐和子・松井玲奈               |
| TYPE-B 裏 | 「紅組」メンバー16人                                           |
| TYPE-C 表 | 木﨑ゆりあ・須田亜香里・高柳明音・中西優香・向田茉夏・矢方美紀 |
| TYPE-C 裏 | 「キスだって左利き」選抜メンバー16人                           |
| 劇場盤 表 | 「キスだって左利き」選抜メンバー16人                           |
| 劇場盤 裏 | 旧遺愛女学校本館正面玄関の建物写真                             |

ジャケット写真が初回盤と通常盤では異なっている（割り振りは同じ）。ジャケットに描かれているタイトルロゴは、チームKIIの高柳明音と古川愛李によるもの。

## チャート成績
「キスだって左利き」のシングルCDは、発売前日（集計初日）の2012年9月18日付オリコンデイリーシングルチャートで推定売上枚数約38万8000枚を記録し、初登場で1位にランクインした。また、同日付のオリコンデイリーアルバムチャートではこのシングルCDと同日に発売された『この日のチャイムを忘れない』が初登場で1位となり（こちらの推定売上枚数は約5万2000枚）、SKE48の作品が両チャートで同時に1位にランクインしている。
その後、2012年10月1日付オリコン週間シングルチャートで初登場1位にランクインした。同チャートにおけるSKE48のシングルの1位獲得は「バンザイVenus」から6作連続・通算6作目である。初動売上は約51万1000枚であり、SKE48のシングルとして初めて初動50万枚を突破した。女性グループでシングルの初動が50万枚を突破したのは、SPEED、モーニング娘。、AKB48に続く史上4組目である。

## ミュージック・ビデオ

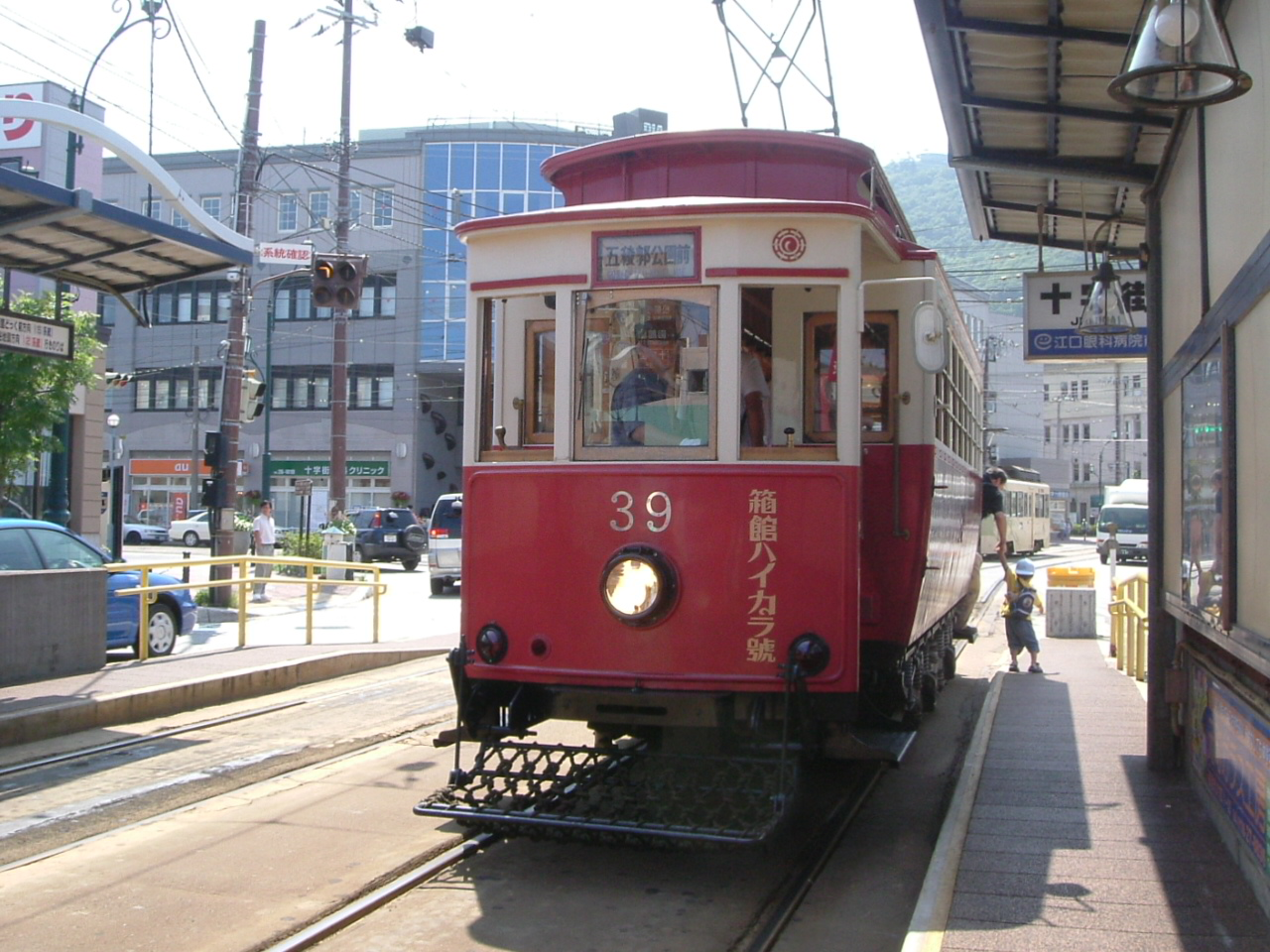
MV中盤で登場する函館市電・函館ハイカラ號

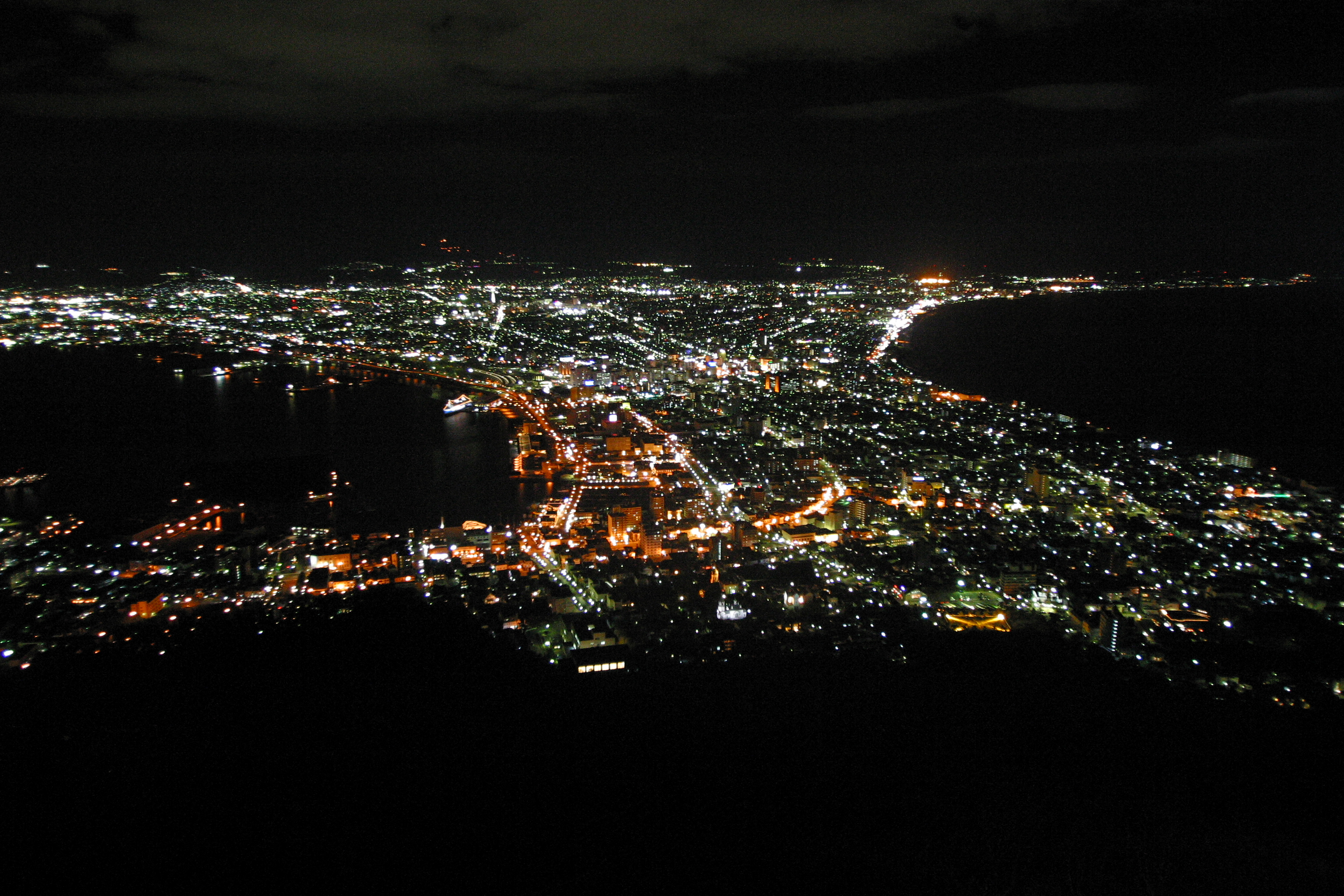
MVの最後のシーンに登場する函館山の夜景

ミュージック・ビデオ（MV）のロケ撮影地は、北海道函館市の複数個所で行なわれた。
女子高での恋愛や友情をテーマとした内容で、松井珠理奈と松井玲奈が同じ先生を好きなってしまうというメインのストーリーに、高柳明音、木﨑ゆりあ、向田茉夏ら各メンバーの別の恋のストーリーが散りばめられる構成になっている。

## シングル収録トラック

### TYPE-A
| #  | タイトル                       | 作詞   | 作曲       | 編曲           | 時間 |
| -- | ------------------------------ | ------ | ---------- | -------------- | ---- |
| 1. | 「キスだって左利き」           | 秋元康 | 川島有真   | 板垣祐介       | 5:01 |
| 2. | 「体育館で朝食を」(白組)       | 秋元康 | 角野寿和   | THE ROG        | 4:08 |
| 3. | 「神々の領域」                 | 秋元康 | 吉木絵里子 | ハマサキユウジ | 4:14 |
| 4. | 「キスだって左利き off vocal」 |        |            |                |      |
| 5. | 「体育館で朝食を off vocal」   |        |            |                |      |
| 6. | 「神々の領域 off vocal」       |        |            |                |      |

| #  | タイトル | 作詞 | 作曲・編曲 |
| -- | --- | ---- | ---------- |
| 1. | 「キスだって左利き music video」 |      |            |
| 2. | 「体育館で朝食を music video」 |      |            |
| 3. | 「特典映像〈ガチ!対談-I-〉special movie - 小木曽汐莉×杉本彩 - 古川愛李×池田秀一 - 松井珠理奈×野村克也 - 松村香織×具志堅用高 - 矢神久美×山路徹」 |      |            |

### TYPE-B
| #  | タイトル                               | 作詞   | 作曲       | 編曲           | 時間 |
| -- | -------------------------------------- | ------ | ---------- | -------------- | ---- |
| 1. | 「キスだって左利き」                   | 秋元康 | 川島有真   | 板垣祐介       | 5:01 |
| 2. | 「鳥は青い空の涯を知らない」(紅組)     | 秋元康 | 生田真心   | 生田真心       | 4:14 |
| 3. | 「神々の領域」                         | 秋元康 | 吉木絵里子 | ハマサキユウジ | 4:14 |
| 4. | 「キスだって左利き off vocal」         |        |            |                |      |
| 5. | 「鳥は青い空の涯を知らない off vocal」 |        |            |                |      |
| 6. | 「神々の領域 off vocal」               |        |            |                |      |

| #  | タイトル | 作詞 | 作曲・編曲 |
| -- | --- | ---- | ---------- |
| 1. | 「キスだって左利き music video」 |      |            |
| 2. | 「鳥は青い空の涯を知らない music video」 |      |            |
| 3. | 「特典映像〈ガチ!対談-II-〉special movie - 大矢真那×日髙のり子 - 木本花音×福田彩乃 - 菅なな子×千秋 - 秦佐和子×大平貴之 - 松井玲奈×本田望結」 |      |            |

### TYPE-C
| #  | タイトル                               | 作詞   | 作曲       | 編曲           | 時間 |
| -- | -------------------------------------- | ------ | ---------- | -------------- | ---- |
| 1. | 「キスだって左利き」                   | 秋元康 | 川島有真   | 板垣祐介       | 5:01 |
| 2. | 「あっという間の少女」(公演頑張った組) | 秋元康 | 吉富小百合 | 野中“まさ”雄一 | 3:56 |
| 3. | 「神々の領域」                         | 秋元康 | 吉木絵里子 | ハマサキユウジ | 4:14 |
| 4. | 「キスだって左利き off vocal」         |        |            |                |      |
| 5. | 「あっという間の少女 off vocal」       |        |            |                |      |
| 6. | 「神々の領域 off vocal」               |        |            |                |      |

| #  | タイトル | 作詞 | 作曲・編曲 |
| -- | --- | ---- | ---------- |
| 1. | 「キスだって左利き music video」 |      |            |
| 2. | 「特典映像〈ガチ!対談-III-〉special movie - 木﨑ゆりあ×藤岡弘 - 須田亜香里×草刈民代 - 高柳明音×渡辺正行 - 中西優香×三ツ矢雄二 - 向田茉夏×川越達也 - 矢方美紀×吉村作治」 |      |            |

### 劇場盤
| #  | タイトル                               | 作詞   | 作曲     | 編曲     | 時間 |
| -- | -------------------------------------- | ------ | -------- | -------- | ---- |
| 1. | 「キスだって左利き」                   | 秋元康 | 川島有真 | 板垣祐介 | 5:01 |
| 2. | 「体育館で朝食を」(白組)               | 秋元康 | 角野寿和 | THE ROG  | 4:08 |
| 3. | 「鳥は青い空の涯を知らない」(紅組)     | 秋元康 | 生田真心 | 生田真心 | 4:14 |
| 4. | 「SKE48 10th single medley」           |        |          |          |      |
| 5. | 「キスだって左利き off vocal」         |        |          |          |      |
| 6. | 「体育館で朝食を off vocal」           |        |          |          |      |
| 7. | 「鳥は青い空の涯を知らない off vocal」 |        |          |          |      |

## 選抜メンバー
- 大矢真那
- 小木曽汐莉
- 木﨑ゆりあ
- 木本花音
- 菅なな子
- 須田亜香里
- 高柳明音
- 中西優香
- 秦佐和子
- 古川愛李
- 松井珠理奈
- 松井玲奈
- 松村香織
- 向田茉夏
- 矢方美紀
- 矢神久美